# Joachim von Ribbentrop
Joachim von Ribbentrop (30. dubna 1893, Wesel – 16. října 1946, Norimberk; celým jménem Ulrich Friedrich Wilhelm Joachim von Ribbentrop) byl německý politik, který působil jako ministr zahraničí ve vládě Adolfa Hitlera.
Ribbentrop byl spolutvůrcem německo-britské námořní smlouvy z roku 1935. V roce 1936 byl jmenován velvyslancem v Londýně a roku 1938 ministrem zahraničí. Za Německo podepisoval v roce 1939 pakt o neútočení a rozdělení vlivu ve východní Evropě se Sovětským svazem – tzv. Pakt Ribbentrop–Molotov.

## Mládí a první světová válka
Joachim Ribbentrop se narodil 30. dubna roku 1893 v porýnském městě Wesel jako syn armádního podplukovníka Richarda Ullricha Ribbentroppa a jeho ženy Johanne Sophie (rozená Hertwig). Mladý Joachim vyrůstal nejprve v Métách a následně i v Arose ve Švýcarsku, kde se mu získalo vzdělaní od soukromých kantorů, kteří ho učili francouzštinu a angličtinu.
Roku 1910 se odstěhoval díky mladistvé lásce do Montrealu v Kanadě, kde pracoval v místní bance a poté i u inženýrských firem. Následně pracoval i určitou dobu jako novinář v New Yorku a Bostonu, ale poté, co onemocněl tuberkulózou, se rozhodl vrátit na zotavení do rodného Německa.
Poté, co se mladý Joachim zotavil ze své nemoci, tak se rozhodl vrátit se zpět do Kanady, kde si v Ottawě zařídil menší firmu zabývající se dovozem německých vín.
Avšak v roce 1914 vypukla první světová válka a Kanada, jako člen Britského impéria, byla ve válečném stavu s Německem. Ribbentrop se proto rozhodl pro návrat do své vlasti a uprchl do New Jersey, kde v polovině srpna roku 1914 v místním přístavu v Hobokenu nasedl na holandsko-americkou loď "Potsdam" a odplul do Rotterdamu. Na evropské pevnině však byly všechny příchozí lodě kontrolovány britskými vojenskými jednotkami, a tak se musel Ribbentrop schovávat v zásobnících na uhlí.
Díky tomu se také vyhnul zatčení a po úspěšném návratu do Německa mu jeho otec pomohl se dostat k husarskému pluku. S ním sloužil nejprve na východní frontě, kde se účastnil těžkých bojů proti carským ruským jednotkám. Zde si také kromě pruského železného kříže I. třídy vysloužil i důstojnickou hodnost a pluk byl zanedlouho přeložen na západní frontu.
Zde byl roku 1918 raněn a následně byl z fronty převelen – již jako nadporučík ("Oberleutnant") – na německé velvyslanectví v Istanbulu. Zde se také později spřátelil se štábním důstojníkem Franzem von Papenem, pozdějším německým říšským kancléřem.

## Poválečné období
V roce 1919 se Ribbentrop seznámil s Annou Elisabeth Henkellovou, dcerou bohatého výrobce a prodejce šampaňského vína z Wiesbadenu. Vzali se o rok později, Ribbentrop nastoupil ve firmě jejího otce a jako prodejce šampaňského jezdil po celé Evropě. V roce 1925 získal šlechtický titul „von“. Během 20. let patřil von Ribbentrop k zastáncům liberalismu a přívržencům premiéra Gustava Stresemanna a minimálně do roku 1928 neměl ani antisemitské sklony.

## Kariéra v NSDAP
V roce 1928 byl Ribbentrop představen Hitlerovi jakožto obchodník, který získává francouzské šampanské za cenu německého. Toto setkání, které zprostředkoval vysoký důstojník SA a později velitel berlínské policie hrabě Wolf-Heinrich von Helldorf, bylo pro do té doby liberála Ribbentropa osudové. Ribbentrop a jeho žena vstupují posléze 1. května 1932 do NSDAP. Ribbentropovo honosné sídlo v berlínské čtvrti Dalhem se stává místem setkání nacistů s konzervativci, jako je Ribbentropův známý z Turecka von Papen, který se načas stává německým kancléřem a posléze uzavírá s NSDAP neblahou koalici, která vynese Adolfa Hitlera k moci. Právě v Dalhemu dochází dne 22. ledna 1933 k setkání mezi von Papenem, Hitlerem, Göringem, synem prezidenta Hindenburga Oskarem, Frickem, Meissnerem a Ribbentropem, kde je ujednáno o svržení vlády generála Kurta von Schleichera a o vládě nové, kde bude mít Adolf Hitler post říšského kancléře.
Po uchopení moci získal von Ribbentrop nové stranické číslo 63.083, čímž byl zařazen mezi nacistickou elitu. Zároveň získal hodnost SS-Standartenführera.

## Norimberský proces
Po skončení války byl Joachim von Ribbentrop v Norimberském procesu postaven před Mezinárodní vojenský tribunál a na konci procesu shledán vinným ve všech čtyřech bodech obžaloby (tj. jak ve spiknutí umožňujícím spáchat zločiny, tak ve zločinech proti míru, válečných zločinech a zločinech proti lidskosti). Kladena mu byla za vinu především jeho aktivní účast při většině agresivních činů od anšlusu Rakouska přes útok na Polsko až po vpád do Sovětského svazu, stejně jako například i diplomatický nátlak k okupování zbytku Československa.
Během Norimberského procesu však nepůsobil jako suverénní ministr zahraničí, naopak jako naprosto zlomený a ztrápený člověk často bez vlastního názoru, a to i přesto, že byl na základě psychologických testů shledán jako nadprůměrně inteligentní. Způsob, jakým se obhajoval, ale vyvolával u mnohých spoluobžalovaných pohrdavé úsměvy a celkově byl jimi brán jako naprosté fiasko hraničící s trapností. Slepé oddanosti vůči Hitlerovi se nezbavil ani během procesu.
1. října 1946 byl Ribbentrop odsouzen k trestu smrti a 16. října 1946 oběšen. Jeho poslední slova údajně byla: „Bůh ochraňuj Německo! Mým posledním přáním je, aby byla zachována jednota Německa a aby mezi Východem a Západem došlo k dorozumění.“

## Galerie

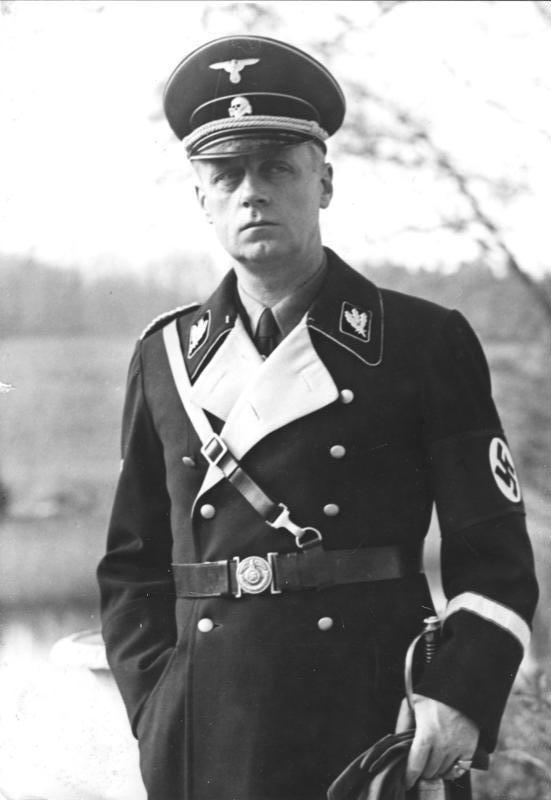
Ribbentrop v uniformě SS (1938)
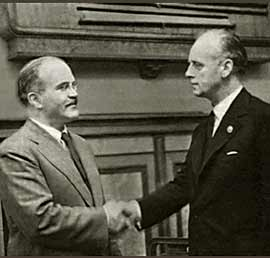
Ribbentrop při setkání s Molotovem
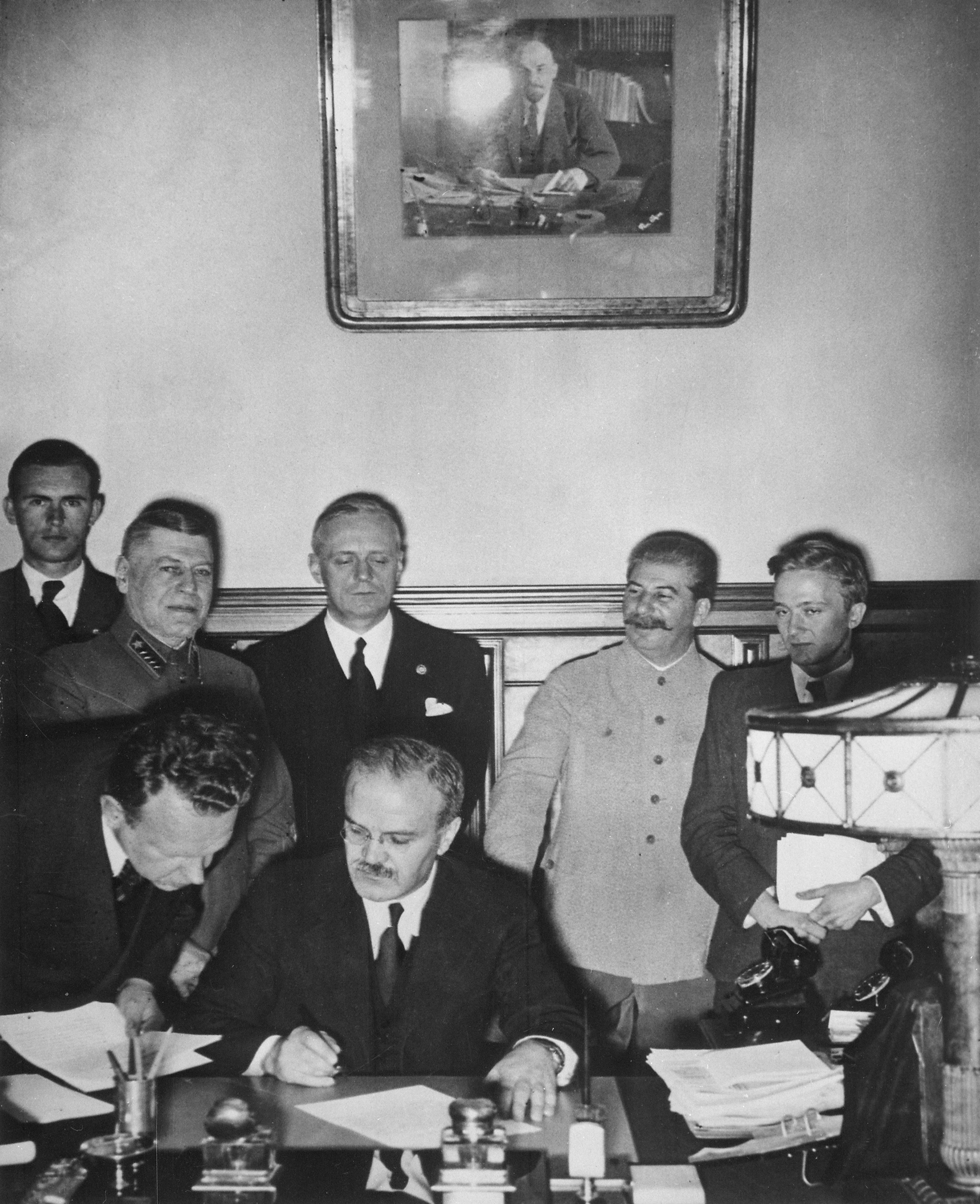
Podepisování paktu Ribbentrop–Molotov 23. srpna 1939. Smlouvu podepisuje Molotov, nad ním Ribbentrop, vpravo od něj Stalin.
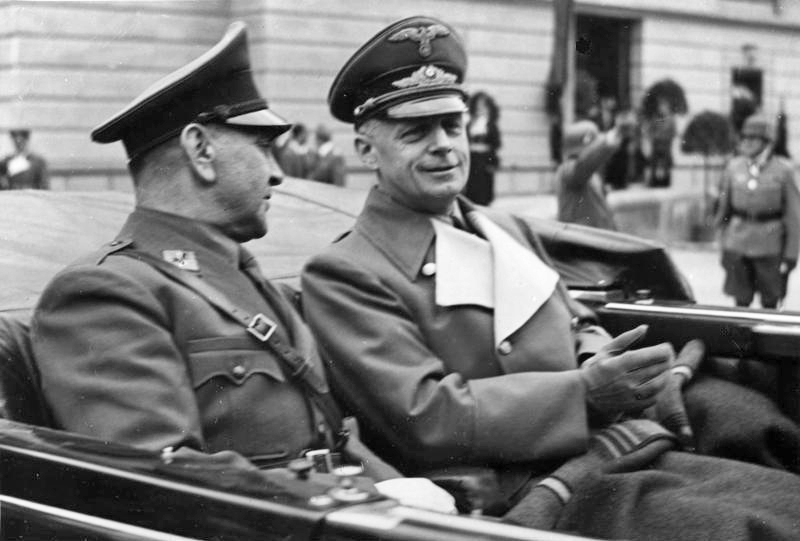
Ribbentrop s Ante Pavelićem, hlavním představitelem NDH (Salcburk, 1941)
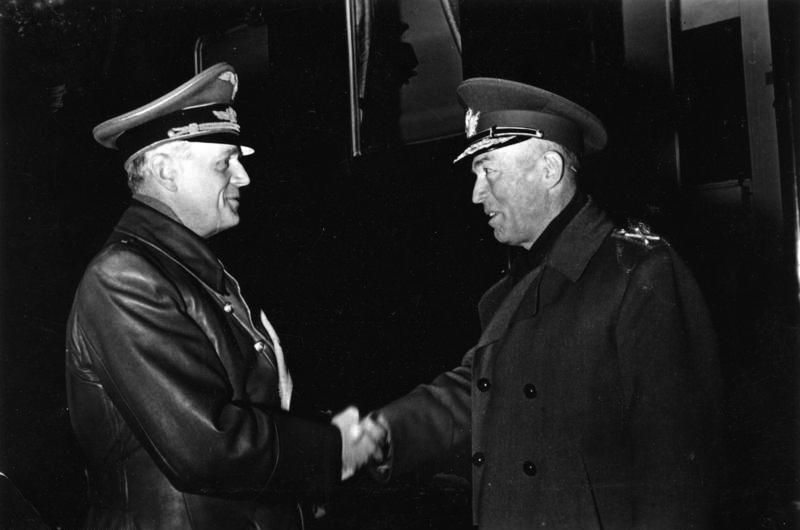
Ribbentrop (vlevo) se zdraví s Ionem Antonescem (leden 1943)
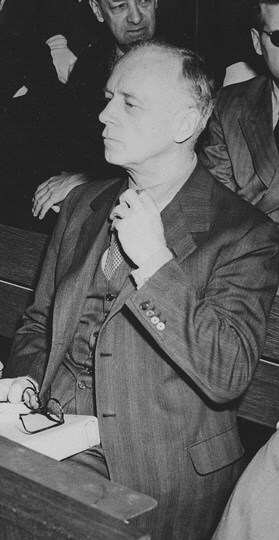
Ribbentrop při Norimberském procesu (1946)
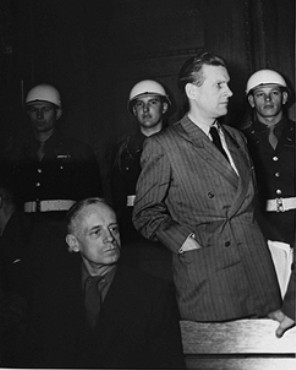
Ribbentrop při Norimberském procesu, vpravo Baldur von Schirach
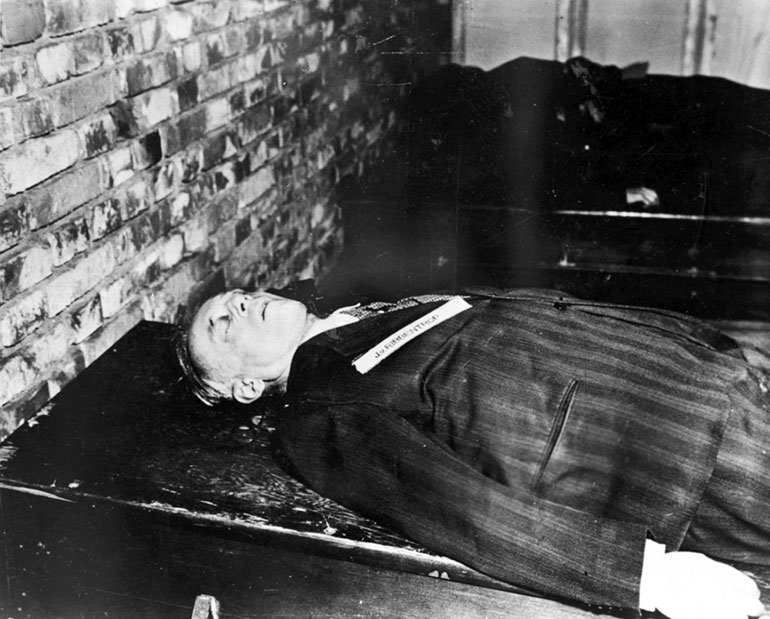
Tělo Joachima von Ribbentropa po vykonání rozsudku oběšením 16. října 1946